# Терстон (Небраска)
Терстон (англ. Thurston) — селище (англ. village) в США, в окрузі Терстон штату Небраска. Населення — 116 осіб (2020).

## Географія
Терстон розташований за координатами 42°10′37″ пн. ш. 96°42′1″ зх. д. / 42.17694° пн. ш. 96.70028° зх. д. (42.176904, -96.700233).  За даними Бюро перепису населення США в 2010 році селище мало площу 0,30 км², уся площа — суходіл.

## Демографія
Згідно з переписом 2010 року, у селищі мешкали 132 особи в 50 домогосподарствах у складі 37 родин. Густота населення становила 438 осіб/км².  Було 54 помешкання (179/км²).
Расовий склад населення:
| - 100,0 % — білих |

До двох чи більше рас належало 0,0 %. Частка іспаномовних становила 0,0 % від усіх жителів.
За віковим діапазоном населення розподілялося таким чином: 35,6 % — особи молодші 18 років, 51,5 % — особи у віці 18—64 років, 12,9 % — особи у віці 65 років та старші. Медіана віку мешканця становила 31,4 року. На 100 осіб жіночої статі у селищі припадало 116,4 чоловіків;  на 100 жінок у віці від 18 років та старших — 97,7 чоловіків також старших 18 років.
Середній дохід на одне домашнє господарство  становив 98 688 доларів США (медіана — 44 583), а середній дохід на одну сім'ю — 86 729 доларів (медіана — 49 375). За межею бідності перебувало 7,4 % осіб, у тому числі 11,1 % дітей у віці до 18 років та 17,4 % осіб у віці 65 років та старших.
Цивільне працевлаштоване населення становило 58 осіб. Основні галузі зайнятості: освіта, охорона здоров'я та соціальна допомога — 27,6 %, виробництво — 20,7 %, роздрібна торгівля — 15,5 %.